# Vino de lichi
El licor de lichi (en chino, 荔枝酒) es un licor de postre aromático chino hecho 100% de lichi. Tiene un color dorado y un sabor rico y dulce. Suele servirse muy frío, ya sea solo o con hielo, con algo de comida. Se cree que el licor de lichi combina mejor con marisco y platos asiáticos que con platos más pesados de carne. Esta bebida refrescante también puede servirse como un cóctel mezclado con bebidas alcohólicas. Como el vino de ciruela., el de lichi se considera a menudo una alternativa ideal a las bebidas alcohólicas para las mujeres chinas.